# Ellefsen Harbor
Ellefsen Harbor är en vik i Antarktis. Den ligger i Sydorkneyöarna. Argentina och Storbritannien gör anspråk på området.